# تنگه یک
تنگه یک، روستایی از توابع در دهستان بهمنشیر جنوبی، بخش مرکزی شهرستان آبادان در استان خوزستان ایران است.  

## جمعیت
براساس سرشماری مرکز آمار ایران در سال ۱۳۹۵، جمعیت آن ۳۱۱۹ نفر (۸۵۵ خانوار) بوده‌است.